# Dmitri Mironov
Pour les articles homonymes, voir Mironov.
Temple de la renommée russe : 2014
Dmitri Olegovitch Mironov - en russe : Дмитрий Олегович Миронов - (né le 25 décembre 1965 à Moscou en URSS) est un joueur professionnel russe de hockey sur glace qui évoluait au poste de défenseur.

## Carrière
Mironov a commencé sa carrière en 1985 avec le HK CSKA Moscou dans le championnat d'URSS. Il a été repêché par les Maple Leafs de Toronto à la 160e position du repêchage de la LNH en 1991. Après sept saisons en Russie, il rejoignit les Maple Leafs au cours de la saison 1991-1992. Après quatre saisons à Toronto, il rejoignit les Penguins de Pittsburgh puis les Mighty Ducks d'Anaheim. En 1998, il fut sélectionné pour participer au Match des étoiles. Il fut échangé cette même saison aux Red Wings de Détroit contre Jamie Pushor et un choix de repêchage et remporta la Coupe Stanley. Mironov rejoignit ensuite les Capitals de Washington pour la saison 1998-1999 où il termina sa carrière dans la LNH.
Il remporta la médaille d'or aux Jeux olympiques de 1992 avec la CEI et la médaille d'argent à ceux de 1998, avec l'équipe nationale russe.
Dmitri a un frère cadet Boris, qui a aussi évolué dans la LNH.

## Statistiques
| Saison     | Équipe                 | Ligue         |     | Saison régulière | Saison régulière | Saison régulière | Saison régulière | Saison régulière |    | Séries éliminatoires | Séries éliminatoires | Séries éliminatoires | Séries éliminatoires | Séries éliminatoires |
| Saison     | Équipe                 | Ligue         | PJ  | B                | A                | Pts              | Pun              | PJ               | B  | A                    | Pts                  | Pun                  |                      |                      |
| 1985-1986  | SKA MVO Kalinin        | Vyschaïa Liga | 36  | 13               | 6                | 19               | 50               |                  |    |                      |                      |                      |                      |                      |
| 1985-1986  | HK CSKA Moscou         | URSS          | 9   | 0                | 1                | 1                | 8                |                  |    |                      |                      |                      |                      |                      |
| 1986-1987  | SKA MVO Kalinin        | Vyschaïa Liga | 4   | 2                | 0                | 2                | 4                |                  |    |                      |                      |                      |                      |                      |
| 1986-1987  | CSKA Moscou            | URSS          | 20  | 1                | 3                | 4                | 10               |                  |    |                      |                      |                      |                      |                      |
| 1987-1988  | MHK Krylia Sovetov     | URSS          | 44  | 12               | 6                | 18               | 14               |                  |    |                      |                      |                      |                      |                      |
| 1988-1989  | MHK Krylia Sovetov     | URSS          | 44  | 5                | 6                | 11               | 44               |                  |    |                      |                      |                      |                      |                      |
| 1989-1990  | MHK Krylia Sovetov     | URSS          | 45  | 4                | 11               | 15               | 34               |                  |    |                      |                      |                      |                      |                      |
| 1990-1991  | MHK Krylia Sovetov     | URSS          | 45  | 16               | 12               | 28               | 22               |                  |    |                      |                      |                      |                      |                      |
| 1991-1992  | MHK Krylia Sovetov     | MHL           | 35  | 15               | 16               | 31               | 62               |                  |    |                      |                      |                      |                      |                      |
| 1991-1992  | Maple Leafs de Toronto | LNH           | 7   | 1                | 0                | 1                | 0                | --               | -- | --                   | --                   | --                   |                      |                      |
| 1992-1993  | Maple Leafs de Toronto | LNH           | 59  | 7                | 24               | 31               | 40               | 14               | 1  | 2                    | 3                    | 2                    |                      |                      |
| 1993-1994  | Maple Leafs de Toronto | LNH           | 76  | 9                | 27               | 36               | 78               | 18               | 6  | 9                    | 15                   | 6                    |                      |                      |
| 1994-1995  | Maple Leafs de Toronto | LNH           | 33  | 5                | 12               | 17               | 28               | 6                | 2  | 1                    | 3                    | 2                    |                      |                      |
| 1995-1996  | Penguins de Pittsburgh | LNH           | 72  | 3                | 31               | 34               | 88               | 15               | 0  | 1                    | 1                    | 10                   |                      |                      |
| 1996-1997  | Penguins de Pittsburgh | LNH           | 15  | 1                | 5                | 6                | 24               | --               | -- | --                   | --                   | --                   |                      |                      |
| 1996-1997  | Mighty Ducks d'Anaheim | LNH           | 62  | 12               | 34               | 46               | 77               | 11               | 1  | 10                   | 11                   | 10                   |                      |                      |
| 1997-1998  | Mighty Ducks d'Anaheim | LNH           | 66  | 6                | 30               | 36               | 115              | --               | -- | --                   | --                   | --                   |                      |                      |
| 1997-1998  | Red Wings de Détroit   | LNH           | 11  | 2                | 5                | 7                | 4                | 7                | 0  | 3                    | 3                    | 14                   |                      |                      |
| 1998-1999  | Capitals de Washington | LNH           | 46  | 2                | 14               | 16               | 80               | --               | -- | --                   | --                   | --                   |                      |                      |
| 1999-2000  | Capitals de Washington | LNH           | 73  | 3                | 19               | 22               | 28               | 4                | 0  | 0                    | 0                    | 4                    |                      |                      |
| 2000-2001  | Aeros de Houston       | LIH           | 3   | 2                | 0                | 2                | 2                | --               | -- | --                   | --                   | --                   |                      |                      |
| 2000-2001  | Capitals de Washington | LNH           | 36  | 3                | 5                | 8                | 6                | --               | -- | --                   | --                   | --                   |                      |                      |
| Totaux LNH | Totaux LNH             | Totaux LNH    | 556 | 54               | 206              | 260              | 568              | 75               | 10 | 26                   | 36                   | 48                   |                      |                      |